# Harpagifer nybelini
Harpagifer nybelini — вид окунеподібних риб родини Harpagiferidae. Морський демерсальний вид, що населяє узбережні антарктичні води на глибині до 64 м.